# Wunibald Weber
Wunibald Weber OSB (* 1907 in Siegburg als Peter Weber; † 1961 in Hamm) war ein deutscher Benediktinermönch und Historiker.
Wunibald Weber war Benediktinermönch der Abtei Siegburg und als Bibliothekar der umfangreichen Klosterbibliothek tätig. 1948 wurde er mit der Arbeit Michaelsberg. Geschichte einer Abtei an der Mainzer Universität promoviert. Er war Begründer, Autor und Herausgeber der Siegburger Studien, einer historischen Reihe. 1962 wurde Mauritius Mittler OSB sein Nachfolger.

## Schriften
- Die Benediktiner-Abtei auf dem Michaelsberg zu Siegburg, Siegburg 1930
- Michaelsberg. Geschichte einer Abtei, Siegburg 1948
- Die Krypta der Abteikirche St. Michael in Siegburg, Siegburg 1949
- Michaelsberg. Geschichte einer 900jährigen Abtei, Siegburg 1953